# تاریخ رستگاری

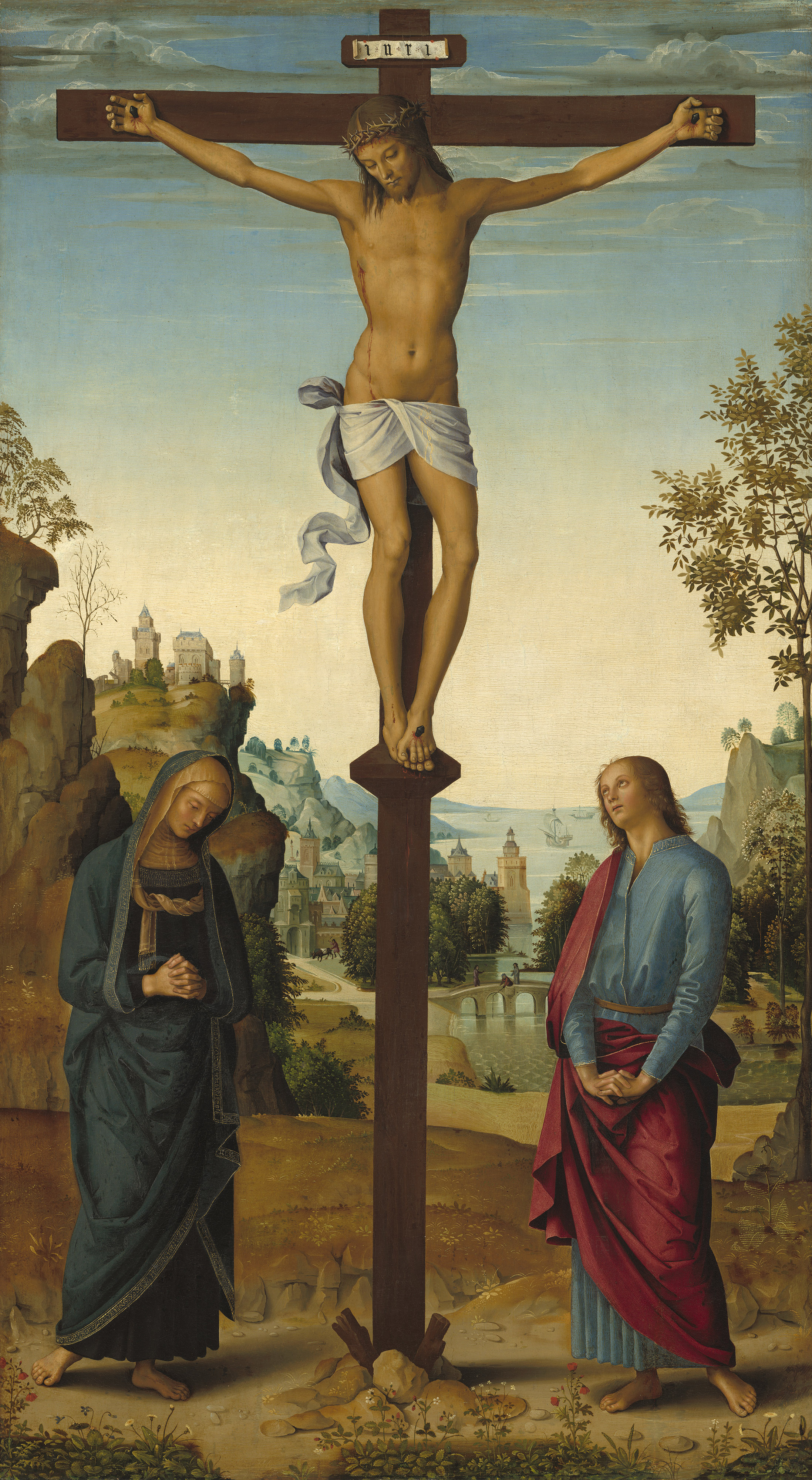
تصویر پیترو پروجینو از تصلیب به عنوان استابات ماتر، ۱۴۸۲. همراه با رستاخیز مسیح، این رویداد اوج تاریخ رستگاری در ایمان مسیحی است.

تاریخ رستگاری تلاش دارد تا فعالیت شخصی نجات‌بخش خدا در درون تاریخ بشری را درک کند تا مقاصد نجات ابدی او را به وقوع بپیوندد.
این رویکرد به تاریخ در بخش‌هایی از عهد عتیق که در حدود قرن ششم قبل از میلاد نوشته شده‌اند، مانند کتاب اشعیا و برخی از مزامیر یافت می‌شود. در دوتروا-اشعیا، به عنوان مثال، یهوه به عنوان کسی که سقوط امپراتوری نو-بابلی را به دست کوروش بزرگ و ایرانیان به وقوع می‌آورد، برای بازگرداندن مردم تبعیدشدهٔ خود به سرزمینشان معرفی شده است.
رویکرد تاریخ رستگاری توسط مسیحیان پذیرفته و به کار گرفته شد، که از پولس در نامه‌های او شروع شد. او یک الهیات دیالکتیکی آموزش داد که در آن مؤمنان میان «از پیش» مرگ عیسی و رستاخیز، و «هنوز نه» از ظهور دوم (یا بازگشت مسیح به زمین در پایان تاریخ بشریت) گرفتار بودند. او تلاش می‌کرد تا راز مسیح را از دیدگاه تاریخ متون عبرانی توضیح دهد، برای مثال با کشیدن مشابهت‌ها و تفاوت‌ها میان نافرمانی آدم و وفاداری مسیح در صلیب.
در زمینهٔ الهیات مسیحی، این رویکرد کتاب‌های کتاب مقدس را به عنوان یک تاریخ پیوسته می‌خواند. آن رویدادهایی مانند سقوط در آغاز تاریخ (سفر پیدایش)، میثاق‌های برقرار شده میان خدا و نوح، ابراهیم، و موسی، تأسیس دودمان داوود در شهر مقدس اورشلیم، پیامبران، را به عنوان لحظاتی در تاریخ بشریت و رابطهٔ آن با خدا می‌فهمد، به عبارت دیگر، به عنوان رویدادهایی ضروری که برای نجات همه از طریق تصلیب و رستاخیز عیسی آماده می‌کنند.
تاریخ رستگاری همچنین در الهیات اسلامی نقش دارد، برای نمونه در روایت جاهلیت: اصطلاحی برای دوره و نظم اجتماعی فاسدی که در عربستان پیش از اسلام پیش از مأموریت محمد حاکم بود. روندی در قرآن و سپس در متون اسلامی که در آن شخصیت‌های مسیحی پیش از اسلام دوباره به عنوان مسلمان یا پیشگامان مسلمان مأموریت محمد روایت می‌شوند، نیز در چارچوب تاریخ رستگاری فهمیده شده است. تاریخ رستگاری همچنین در روایات قرآنی که مخاطب را به در نظر گرفتن سرنوشت ملت‌های پیشین که به دلیل نافرمانی از پیامبران ارسال‌شده به آن‌ها نابود شدند، فرا می‌خواند، وجود دارد.